# Fran Karačić
Fran Karačić (Zagreb, Croacia, 12 de mayo de 1996) es un futbolista croata, nacionalizado australiano, que juega de defensor en el H. N. K. Hajduk Split de la Primera Liga de Croacia.

## Selección nacional
El 3 de junio de 2021 debutó con la selección de Australia en un partido de clasificación para el Mundial 2022 ante Kuwait que ganaron por 3-0.

## Clubes
| Club                      | País    | Año       |
| ------------------------- | ------- | --------- |
| N. K. Lokomotiva          | Croacia | 2015-2020 |
| N. K. Lučko (cedido)      | Croacia | 2015      |
| G. N. K. Dinamo Zagreb    | Croacia | 2020-2021 |
| N. K. Lokomotiva (cedido) | Croacia | 2020-2021 |
| Brescia Calcio            | Italia  | 2021-2023 |
| N. K. Rudeš               | Croacia | 2024      |
| N. K. Lokomotiva          | Croacia | 2024-2025 |
| H. N. K. Hajduk Split     | Croacia | 2025-     |